# Autreville, Aisne
Autreville là một xã ở tỉnh Aisne, vùng Hauts-de-France thuộc miền bắc nước Pháp.

## Địa lý
Autreville nằm cách Chauny 3 km về phía nam đông nam và cách Noyon 20 km về phía đông. Nó có thể được đi qua bằng đường D937 đi về phía nam từ Chauny qua trung tâm của xã làng và tiếp tục về phía nam đến Pierremande. Đường D6 đi về phía tây từ D937 về phía bắc của làng đến Manicamp và D7 đi về phía đông từ D937 đến Sinceny. Khu đô thị của Sinceny kéo dài về phía tây vào xã ở phía bắc. Ngoài các khu đô thị và các khu rừng nhỏ ở phía bắc, tây và nam, xã này hoàn toàn là đất nông nghiệp.
Sông Oise chảy về phía bắc của xã và Kênh Saint-Lazare phân nhánh ra khỏi đây và đi qua phía bắc của xã. Ruisseau de Marizelle tạo thành biên giới phía bắc của xã đi qua con kênh.

## Lịch sử
Năm 1836, xã Sinceny-Autreville được chia thành hai phần. Thôn Autreville tác ra từ trong xã cũ trở thành một xã độc lập.

## Administration
Danh sách này không đầy đủ, bạn cũng có thể giúp mở rộng danh sách.
Danh sách các thị trưởng của Autreville
| Từ   | Đến  | Tên              | Đơn vị |
| ---- | ---- | ---------------- | ------ |
| 2001 | 2020 | Francis Garcis   | DVG    |
| 2020 | nay  | Michel Babilotte |        |

## Dân sốô

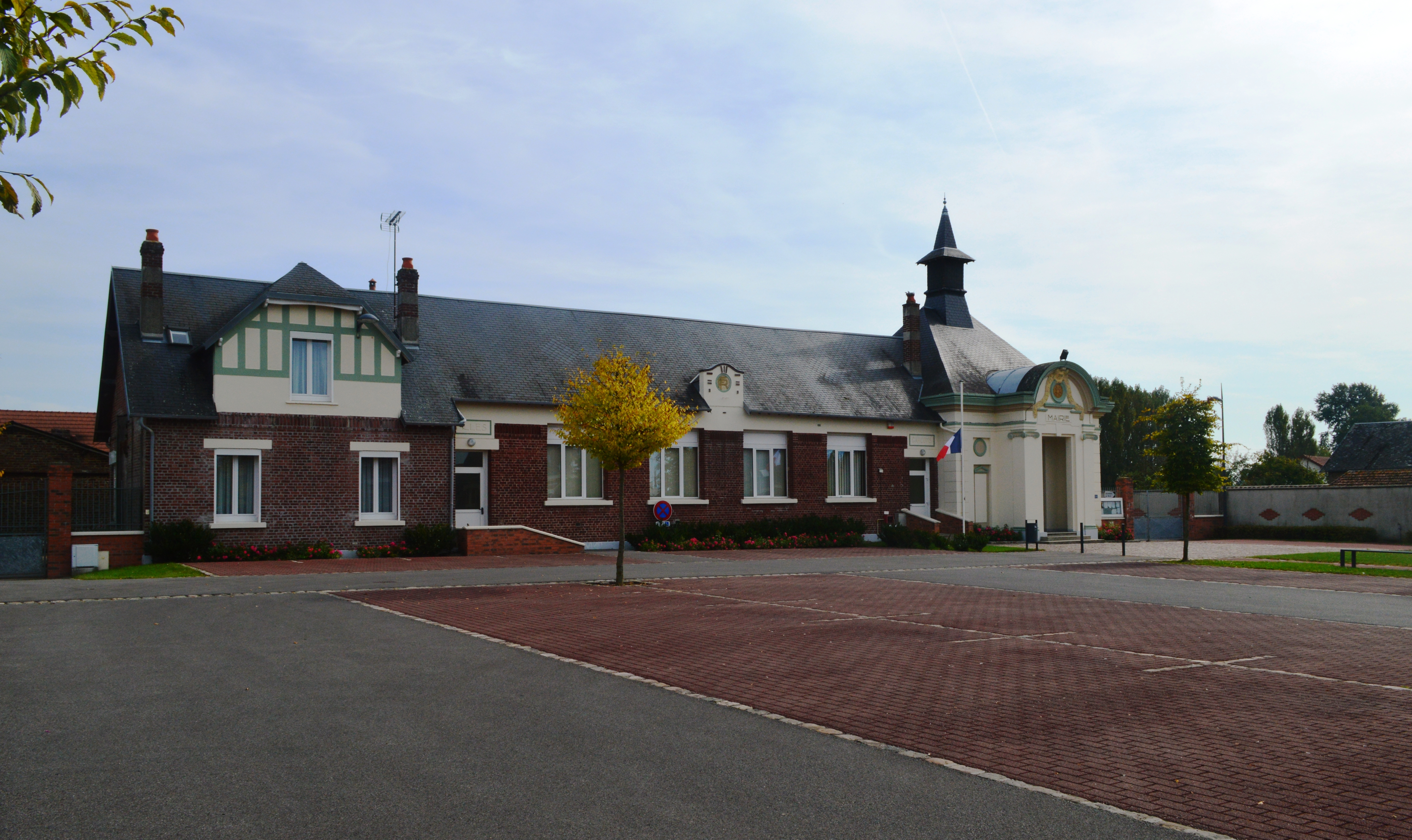
Tòa thị chính

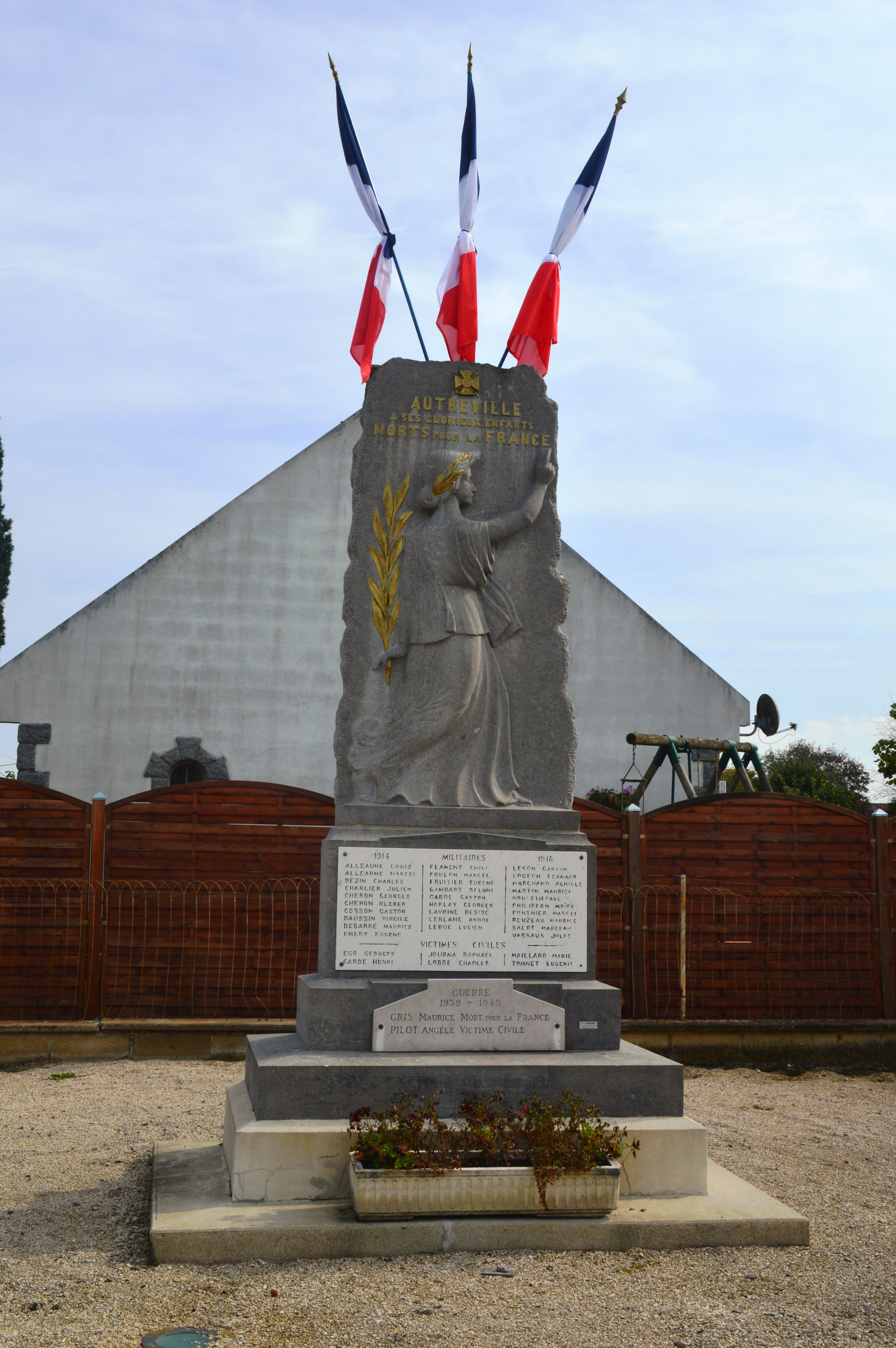
Đài tưởng niệm chiến tranh Autreville

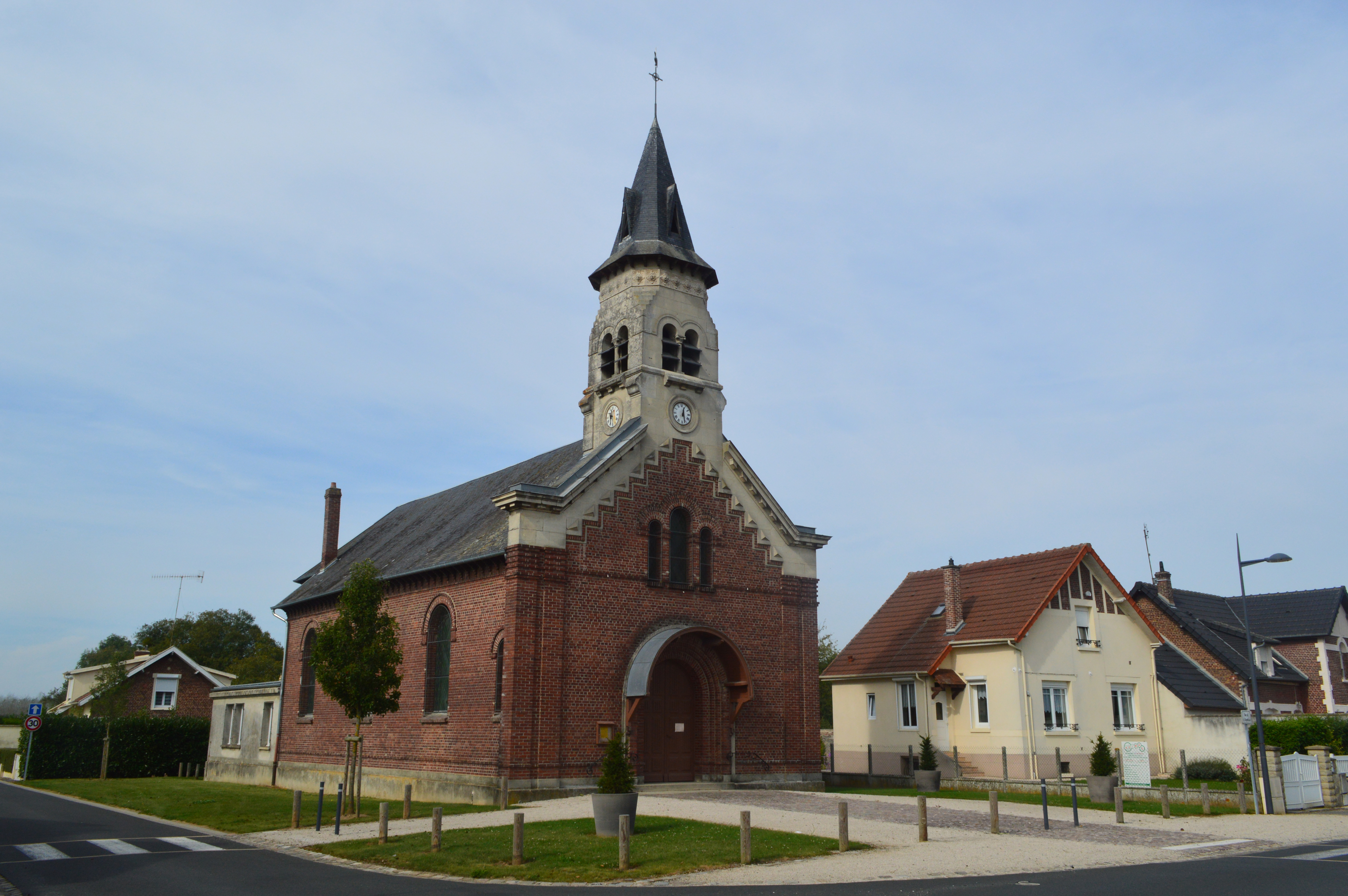
Nhà thờ Autreville